# Marusia Bogouslavka

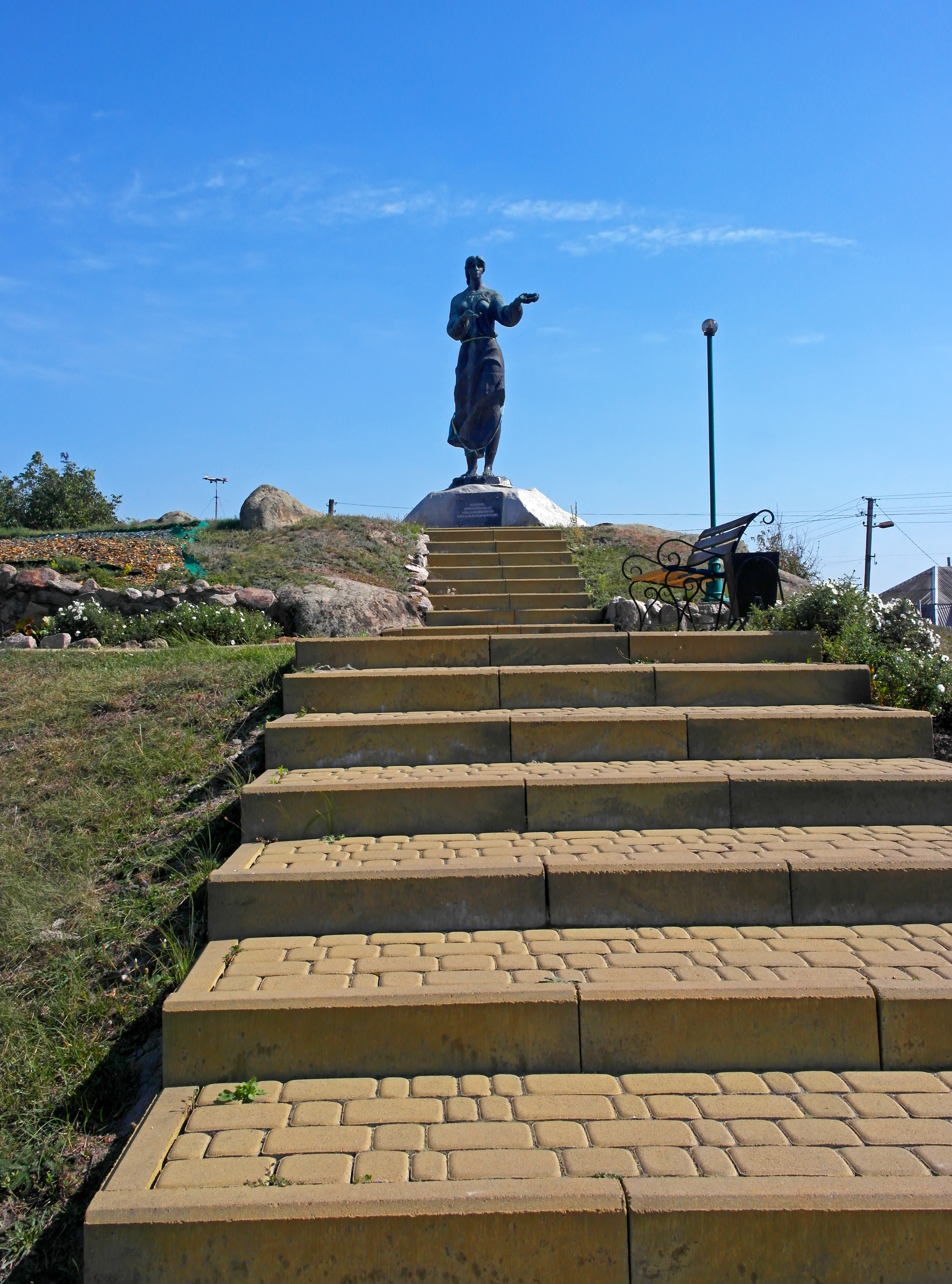
Monument à Marusia Bogouslavka à Bogouslav dans l'oblast de Kiev.

Marusia Bogouslavka ou Marusia Bohouslavka était une héroïne légendaire qui a vécu en Ukraine au XVIe siècle ou XVIIe siècle. Elle est principalement connue pour de nombreuses ballades épiques ukrainiennes (les doumas), et d'autres folklores ukrainiens. Son surnom 'Bogouslavka' fait référence à son origine, la ville de Bogouslav ou Bohouslav. 

## Présentation
Marusia Bogouslavka a été kidnappée et vendue dans un harem turc. La douma raconte comment elle a gagné la confiance de son mari et obtenu l'accès aux clés du palais, dont celles de la prison. Elle les a utilisés pour libérer un groupe de cosaques ukrainiens qui avaient été emprisonnés pendant 30 ans. Cependant, elle ne s'enfuit pas avec eux mais resta dans le harem puisque c'était désormais la seule vie qu'elle connaissait.
Dans les commentaires au sujet des doumas sur Marusia Bogouslavka, son statut élevé est comparé à celui de Roxelane.

## Sources
1. ↑  Историческія пђсни малорусскаго народа съ объясненіями Вл. Антоновича и М. Драгоманова. Томъ первый. Кіевъ. Типографія М.П. Фрица. 1874, item 46, Маруся Богуславка освобождаетъ козаковъ изъ турецкой неволи. (Дума). Б. (Записалъ въ Зеньковск. у. Полт. губ. А. Метлинскій) "Chansons historiques du peuple de la Petite Russie" avec des explications de Antonovitch et Mykhaïlo Drahomanov, Tome 1, imprimerie M.P. Fritz, Kiev 1874, page 46, "Marusia Bogouslavka libère les cosaques de la captivité turque".
2. ↑  La légende de Marusia.